# Splunk Inc.
A Splunk Inc. é uma empresa americana de software sediada em São Francisco, Califórnia, que produz softwares para pesquisa, monitoramento e análise de dados gerados por máquinas por meio do web design de interface. Seu software ajuda a capturar, indexar e correlacionar dados em tempo real em um repositório de pesquisa, a partir do qual é possível gerar gráficos, relatórios, alertas, painéis e visualizações.
A empresa usa dados de máquina para identificar padrões de dados, fornecendo métricas, diagnosticando problemas e fornecendo inteligência para operações comerciais. É uma tecnologia horizontal usada para gerenciamento de aplicações, segurança de informações e compliance, bem como web analytics.
Em setembro de 2023, foi anunciado que a Splunk seria adquirida pela Cisco por US$ 28 bilhões em uma transação totalmente em dinheiro. A transação foi concluída em 18 de março de 2024.

## História

### Fundação e anos iniciais
Michael Baum, Rob Das e Erik Swan co-fundaram a Splunk Inc em 2003. As empresas de capital de risco August Capital, Sevin Rosen, Ignition Partners e JK&B Capital apoiaram a empresa.
Em 2007, a Splunk havia arrecadado US$ 40 milhões. Ela se tornou lucrativa em 2009. Em 2012, a Splunk fez sua oferta pública inicial, negociada na NASDAQ sob o símbolo SPLK.

### Crescimento da empresa

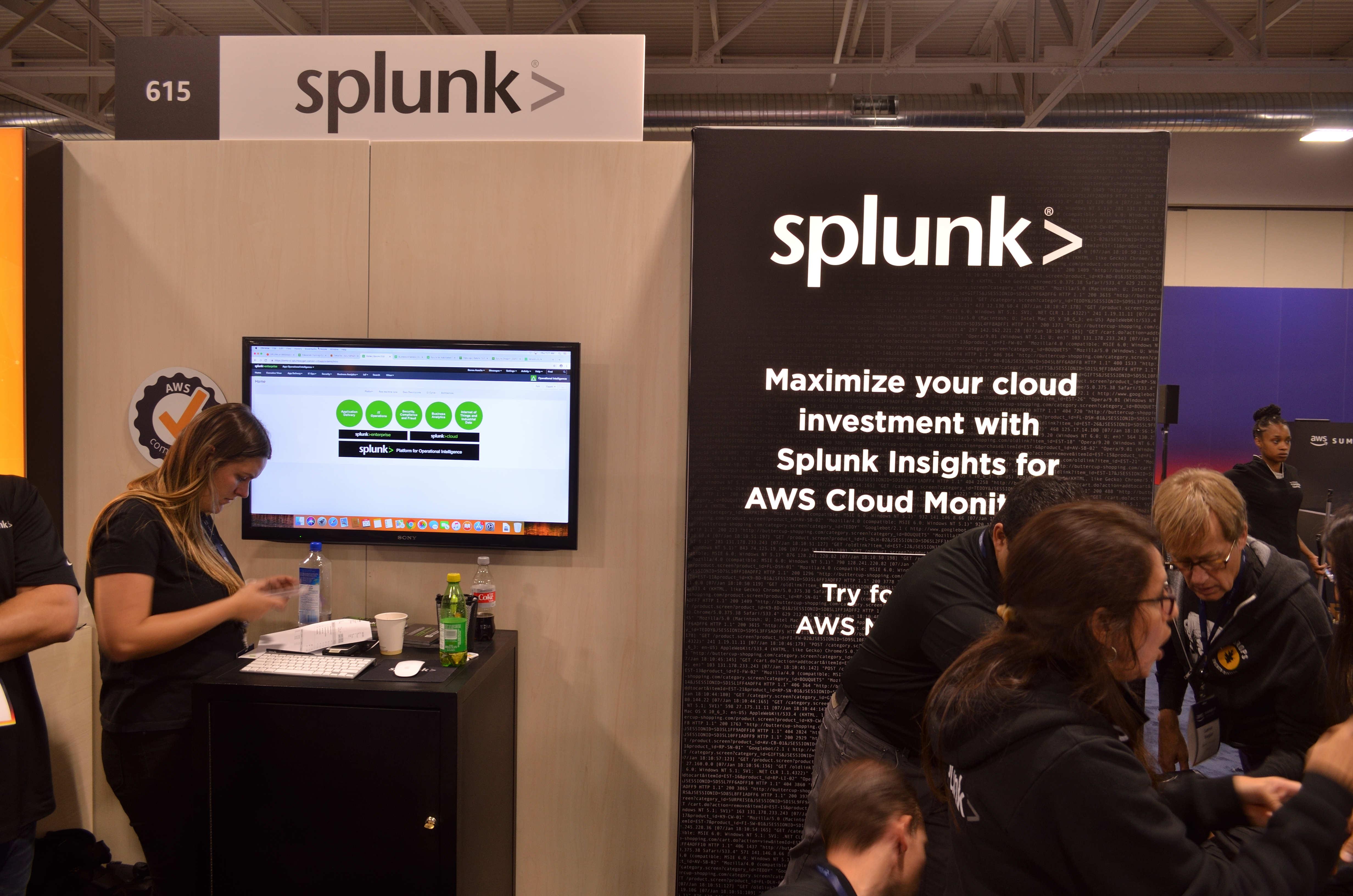
Estande da Splunk no evento AWS Summit.

Em setembro de 2013, a empresa adquiriu a BugSense, uma empresa de análise de dados de dispositivos móveis. A BugSense fornece "uma plataforma de análise móvel usada por desenvolvedores para melhorar o desempenho e a qualidade dos aplicações". Ela forneceu um "kit de desenvolvedor de software" para dar aos desenvolvedores acesso à análise de dados de dispositivos móveis que ela gerenciava a partir de sua plataforma de computação em nuvem escalável. O valor da aquisição não foi divulgado.
Em dezembro de 2013, a Splunk adquiriu a Cloudmeter, uma fornecedora de tecnologias de captura de dados de rede.
Em junho de 2015, a Splunk adquiriu a empresa de software Metafor, que usa tecnologia de aprendizado de máquina para analisar dados gerados a partir de infraestrutura e aplicações de TI.
Em julho de 2015, a Splunk adquiriu a Caspida, uma startup de cibersegurança, por US$ 190 milhões.
Em outubro de 2015, a Splunk selou uma "aliança de cibersegurança" com a empreiteira de segurança do governo dos EUA Booz Allen Hamilton Inc. para oferecer tecnologia de detecção de ameaças cibernéticas e análise de inteligência.
Em 2016, a Splunk se comprometeu a doar US$ 100 milhões em licenças de software, treinamento, suporte, educação e voluntariado para organizações sem fins lucrativos e escolas em um período de 10 anos.
De acordo com a Glassdoor, ela foi a quarta empresa que melhor pagava seus funcionários nos Estados Unidos em abril de 2017. Em maio de 2017, a Splunk adquiriu a Drastin, uma empresa de software que fornece análises baseadas em pesquisa para empresas.
Em setembro de 2017, a Splunk adquiriu a SignalSense, que desenvolveu um software de coleta de dados e detecção de violações baseado em nuvem. A Splunk anunciou que estava usando o aprendizado de máquina naquela época.
Em outubro de 2017, a Splunk adquiriu tecnologia e propriedade intelectual de uma pequena empresa rival chamada Rocana.
Em 9 de abril de 2018, a Splunk adquiriu a Phantom Cyber Corporation por aproximadamente US$ 350 milhões. Em abril de 2018, atingiu US$ 14,8 bilhões em capitalização de mercado.
Em 11 de junho de 2018, a Splunk anunciou a aquisição da VictorOps, uma startup de gerenciamento de incidentes da DevOps, por US$ 120 milhões.
Em julho de 2018, a Splunk adquiriu a KryptonCloud. A Splunk adquiriu a empresa de monitoramento em nuvem, SignalFx, em outubro de 2019 por US$ 1,05 bilhão. Duas semanas depois, em 4 de setembro de 2019, a Splunk adquiriu a Omnition - uma startup em estágio inicial especializada em rastreamento distribuído - por um valor não divulgado.
A Splunk também anunciou o lançamento de seu fundo de capital de risco, Splunk Ventures - um Fundo de Inovação de US$ 100 milhões e um Fundo de Impacto Social de US$ 50 milhões para investir em startups em estágio inicial.

### História recente
Em 2020, a Splunk foi nomeada para a lista Fortune 1000.
Em setembro de 2020, a lista de clientes da Splunk incluía 92 empresas na lista da Fortune 100.
A Splunk foi reconhecida como líder no Gartner Magic Quadrant de 2020 para SIEM. O relatório Gartner avalia os fornecedores de Gerenciamento e Correlação de Eventos de Segurança e, em seguida, fornece um gráfico (Magic Quadrant) com os fornecedores plotados com base em sua capacidade de execução (o eixo Y) e sua integridade de visão (o eixo X). A Splunk foi notada por sua análise e monitoramento de infraestrutura, sua capacidade de dimensionar e indexar dados originais e brutos, suas funções de segurança da informação e suas várias opções de implantação.
A Splunk informou que sua receita no quarto trimestre do ano fiscal de 2021 foi de US$ 745,1 milhões. Para todo o ano fiscal de 2021, a Splunk relatou uma receita de US$ 2,23 bilhões.
Em 15 de novembro de 2021, Douglas Merritt deixou o cargo de presidente e CEO. Graham Smith, presidente da Splunk desde 2019, assumiu como CEO interino.
Em 2 de março de 2022, a Splunk nomeou Gary Steele, anteriormente na Proofpoint, como seu CEO e sucessor do chefe interino Graham Smith a partir de abril de 2022.
Em 21 de setembro de 2023, a Cisco anunciou que adquiriria a Splunk por US$ 28 bilhões em um acordo totalmente em dinheiro.
Em novembro de 2023, a empresa anunciou demissões que afetaram 7% ou 500 de seus funcionários, após uma redução anterior de 300 funcionários no mesmo ano. O CEO Gary Steele esclareceu em uma carta aos funcionários, registrada na Comissão de Valores Mobiliários dos EUA, que a decisão não estava relacionada ao acordo com a Cisco.

## Produtos
A oferta principal da Splunk é a de coleta e análise de grandes volumes de dados gerados por máquinas. Ele usa um agente leve para coletar localmente mensagens de registro de arquivos, recebe-as via protocolo TCP ou UDP em uma porta aberta ou busca scripts para coletar eventos de várias interfaces de programação de aplicações para se conectar a aplicações e dispositivos. Ele foi desenvolvido para solucionar problemas e monitorar aplicações distribuídos com base em mensagens de registro.
A Splunk Enterprise Security fornece gerenciamento e correlação de eventos de segurança para dados de máquina gerados a partir de tecnologias de segurança, como redes, pontos de extremidade, acessos, malwares, vulnerabilidades e informações de identidade. É uma aplicação premium que é licenciado de forma independente.
Em 2011, a Splunk lançou a Splunk Storm, uma versão baseada em computação em nuvem do produto Splunk principal. A Splunk Storm oferecia um serviço pronto para uso, gerenciado e hospedado para dados de máquina. Em 2013, a Splunk anunciou que a Splunk Storm se tornaria um serviço totalmente gratuito e expandiu sua oferta de nuvem com a Splunk Cloud. Em 2015, a Splunk encerrou a Splunk Storm.
Em 2013, a Splunk anunciou um produto chamado Hunk: Splunk Analytics for Hadoop, que suporta o acesso, a pesquisa e a geração de relatórios sobre conjuntos de dados externos localizados no Hadoop a partir de uma interface Splunk.
Em 2015, a Splunk anunciou uma versão mais leve do principal produto Splunk destinado a ambientes de TI menores e empresas de médio porte. A Splunk lançou o Splunk IT Service Intelligence (ITSI) em setembro de 2015. O ITSI aproveita os dados do Splunk para fornecer visibilidade do desempenho de TI. A análise de software pode detectar anomalias e determinar suas causas e as áreas afetadas.
A edição comunitária gratuita da Splunk Security Orchestration, Automation and Response (SOAR) é gratuita pelo tempo que o usuário desejar, até 100 ações/dia para automatizar tarefas, orquestrar fluxos de trabalho e reduzir os tempos de resposta a incidentes para implantações na nuvem, no local ou híbridas.

### Transformação da computação em nuvem
Em 2016, o Google anunciou que sua plataforma de nuvem se integraria ao Splunk para expandir em áreas como operações de TI, segurança e compliance. A empresa também anunciou recursos adicionais de aprendizado de máquina para vários de seus principais produtos. O Splunk Cloud recebeu a autorização FedRAMP do Escritório de Gerenciamento de Programas FedRAMP da Administração de Serviços Gerais (General Services Administration FedRAMP Program Management Office) no nível moderado em 2019, permitindo que a Splunk realize vendas para o governo federal. Isso permite que os clientes acessem os serviços de inteligência artificial e aprendizado de máquina do Google e os alimentem com dados da Splunk. Além disso, ao se integrar ao Google Anthos e ao Google Cloud Security Command Center, os dados da Splunk podem ser compartilhados entre diferentes aplicativos baseados em nuvem. Para ajudar as empresas a gerenciar a mudança para um ambiente com várias nuvens, a Splunk lançou sua Observability Cloud, que combina monitoramento de infraestrutura, monitoramento de desempenho de aplicações, monitoramento de experiência digital, investigação de logs e recursos de resposta a incidentes. Em 2020, a empresa anunciou que o Splunk Cloud está disponível no Google Cloud Platform e lançou uma iniciativa com a Amazon Web Services para ajudar os clientes a migrar cargas de trabalho do Splunk no local para o Splunk Cloud na nuvem da AWS.
Em 2017, a Splunk introduziu o Splunk Insights para ransomware, uma ferramenta de análise para avaliar e investigar ameaças em potencial por meio da investigação de logs de várias fontes. O software é voltado para organizações menores, como universidades. A empresa também lançou o Splunk Insights for AWS Cloud Monitoring, um serviço para facilitar a migração das empresas para a nuvem da Amazon Web Services.
Em 2018, a Splunk introduziu o Splunk Industrial Asset Intelligence, que extrai informações de dados da IIoT (Internet Industrial das Coisas) de vários recursos e apresenta aos usuários alertas críticos.
Em 2019, a Splunk anunciou novos recursos para sua plataforma, incluindo a disponibilidade geral do Data Fabric Search e do Data Stream Processor. O Data Fabric Search usa conjuntos de dados em diferentes armazenamentos de dados, incluindo aqueles que não são baseados na Splunk, em uma única exibição. A estrutura de dados necessária só é criada quando uma consulta é executada.
O Data Stream Processor é um produto de processamento em tempo real que coleta dados de várias fontes e, em seguida, distribui os resultados para a Splunk ou outros destinos. Ele permite o acesso baseado em funções para criar alertas e relatórios com base em dados relevantes para cada indivíduo. Em 2020, ele foi atualizado para permitir o acesso, o processamento e o roteamento de dados em tempo real de vários serviços em nuvem. Além disso, em 2019, a Splunk lançou o Splunk Connected Experiences, que estende seus recursos de processamento e análise de dados para realidade aumentada, dispositivos móveis e aplicativos móveis.
Em 2020, a Splunk anunciou o Splunk Enterprise 8.1 e a edição Splunk Cloud. Eles incluem processamento de fluxo, aprendizado de máquina e recursos de várias nuvens.
Em outubro de 2019, a Splunk anunciou a integração de suas ferramentas de segurança - incluindo gerenciamento e correlação de eventos de segurança, análise de comportamento do usuário e orquestração, automação e resposta de segurança (Splunk Phantom) - no novo Splunk Mission Control.
Em 2019, a Splunk introduziu uma plataforma de monitoramento de desempenho de aplicações, o SignalFx Microservices, que combina recursos de monitoramento e análise "sem amostra" com os recursos de rastreamento de fidelidade total do Omnition. A Splunk também anunciou que um recurso chamado Kubernetes Navigator estaria disponível por meio de seu produto, o SignalFx Infrastructure Monitoring.

### Splunkbase

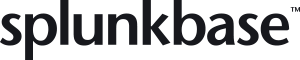
Splunkbase

O Splunkbase é uma comunidade hospedada pela Splunk, onde os usuários podem encontrar aplicativos e complementos para a Splunk, que podem melhorar a funcionalidade e a utilidade da Splunk, além de fornecer uma interface rápida e fácil para casos de uso específicos e/ou produtos de fornecedores. Em outubro de 2019, mais de 2.000 aplicativos estavam disponíveis no site.
As integrações no Splunkbase incluem o Splunk App for New Relic, o ForeScout Extended Module for Splunk, e o Splunk App for AWS.

## Patrocínios

### McLaren
A partir de 2020, a Splunk anunciou uma parceria com a equipe de Fórmula 1 da McLaren, patrocinando a equipe e trabalhando com ela para fornecer análise de dados e informações sobre o desempenho das corridas.
A Splunk trabalhou com a McLaren Racing por vários anos, avaliando os dados de desempenho extraídos dos quase 300 sensores em cada carro de corrida, antes de se tornar a parceira oficial de tecnologia da McLaren em fevereiro de 2020. A parceria resultou na implantação da Splunk em todo o Grupo McLaren. Isso incluiu o uso da Splunk para interpretar dados da equipe de e-sports da McLaren. Como parte da parceria, o logotipo da Splunk foi adicionado ao sidepod e ao cockpit do carro de corrida MCL35.

### Trek-Segafredo
Em novembro de 2018, a Splunk assinou um contrato de patrocínio com a equipe profissional de ciclismo de estrada Trek-Segafredo; a parceria começou em 2019. A Splunk substituiu a CA Industries como parceira de tecnologia da empresa. A Splunk fornece análise de dados para a empresa, incluindo análises sobre ciclistas, treinadores e mecânicos. Camisetas, bicicletas e veículos da equipe levam a marca Splunk. A Splunk também participa do programa de hospitalidade de corrida da equipe.